# Ephippiger diurnus
Ephippiger diurnus är en insektsart som beskrevs av Dufour 1841. Ephippiger diurnus ingår i släktet Ephippiger och familjen vårtbitare. Inga underarter finns listade i Catalogue of Life.